# Hippolyte Van Den Bosch
Hippolyte Geraard Van den Bosch (Brüsszel, 1926. április 30. – 2011. december 1.), becenevén Poly, belga labdarúgócsatár, edző. 1953-ban ő lett a belga bajnokság gólkirálya.
A belga válogatott tagjaként részt vett az 1954-es labdarúgó-világbajnokságon öccsével, Pieterrel együtt.